# Szobiszowice

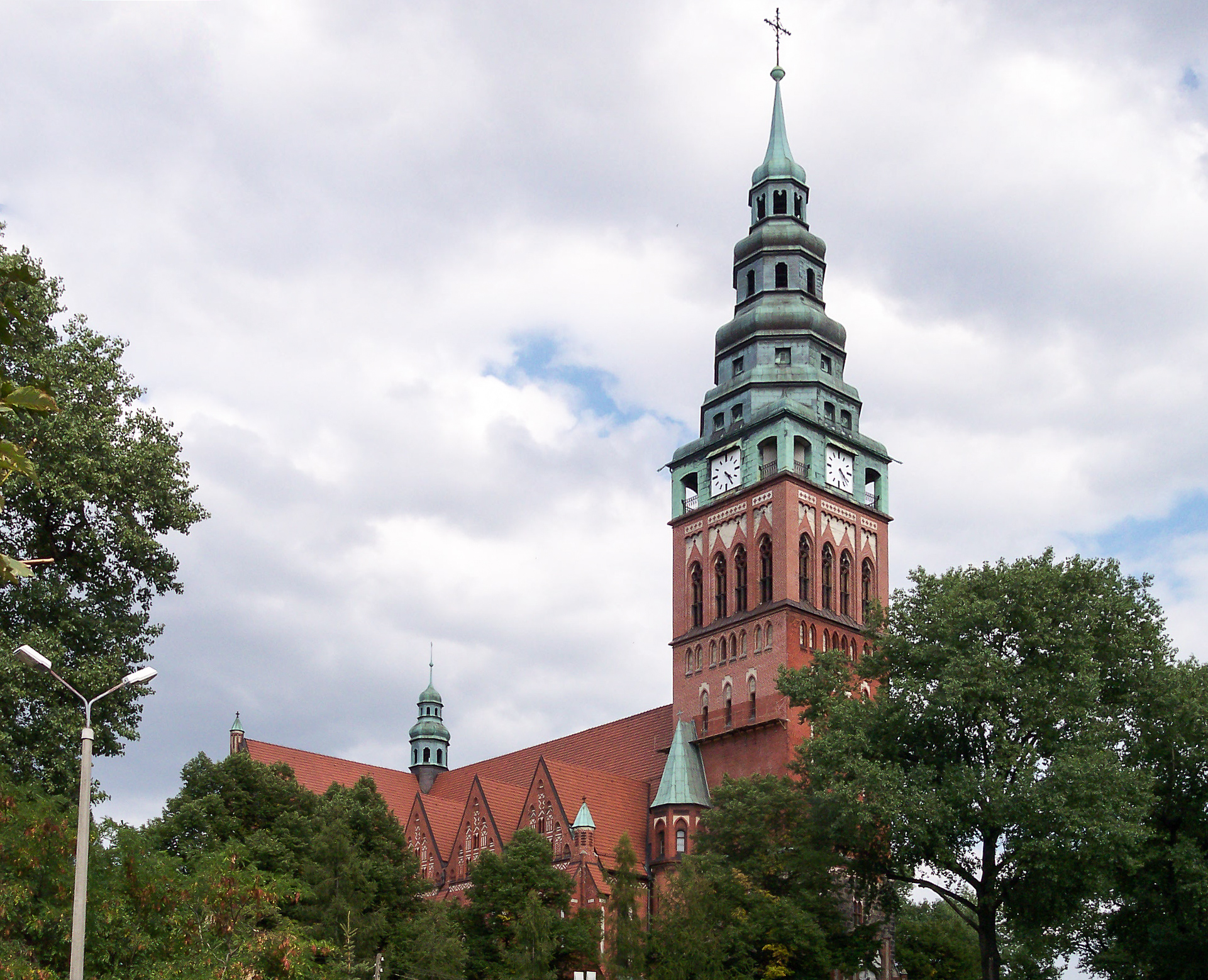
Nhà thờ mới của Thánh Bartholomew

Szobiszowice (tiếng Đức: Petersdorf) là một khu phố của thành phố Gliwice của Ba Lan ở khu vực Upper Silesia.
Ngôi làng được đề cập lần đầu tiên vào năm 1276 thông qua việc thoái vốn của chủ sở hữu Graf Peter von Slaventaw, người đã bán ngôi làng cho lãnh chúa mới của Petersdorf, Hermann. Nhà thờ cũ của Thánh Bartholomew được xây dựng ở vùng ngoại ô Gleiwitz này vào thế kỷ 13 và là nơi hoạt động của Hiệp sĩ Đền thánh. Dân số trong khu vực này bùng nổ vào thế kỷ 18 và 19 do quá trình công nghiệp hóa của khu vực này.
Các cộng đồng của Petersdorf và Trynek được thành lập tại khu vực thành phố Gleiwitz vào ngày 1 tháng 4 năm 1897. Trước khi thành lập, Petersdorf là một khu vực của Phổ ở Landkreis Tost-Gleiwitz. Là một khu phố của Gleiwitz, khu vực này đã trải qua sự mở rộng hơn nữa. Vào tháng 2 năm 2008, phần phía đông của Szobiszowice đã trở thành một khu phố mới được gọi là Zatorze.

## Địa danh đáng chú ý
Szobiszowie chứa các mốc sau:
- Nhà thờ cũ của Thánh Bartholomew từ thế kỷ 13
- The New Church of St. Bartholomew (Nhà thờ được phục hồi poln. Kociół w. Bartłomieja),
- Đài phát thanh bằng gỗ hỗ trợ Tháp phát thanh Gliwice trước đây,
- Đá trong rừng Laband

Trước đây ở Szobiszowice, nhưng đã chuyển đến Zatoze do sự thay đổi ranh giới.:
- Nhà thờ Chúa Kitô vua (poln. Kościół Chrystusa Króla, được thiết kế bởi Karl Mayr),
- Nghĩa trang Linden (poln. Cmentarz Lipowy) với nghĩa trang dành cho trẻ em được điêu khắc bởi Paul Ondrusch,
- Nhà tang lễ (Nghĩa trang Do Thái) và nghĩa trang Do Thái mới (poln.  Cmentarz Żydowski bây giờ

Các di tích khác đã biến mất hoặc trở nên không thể xác định được, chẳng hạn như lâu đài cũ và cột Thụy Điển.